# 雙葉中学校・高等学校
雙葉中学校・高等学校（ふたばちゅうがっこう・こうとうがっこう）は、東京都千代田区六番町に所在し、中高一貫教育を提供する私立女子中学校・高等学校。
高等学校においては生徒を募集しない完全中高一貫校。キリスト教系（カトリック）の女子校である。設置者は、幼きイエス会（旧称サン・モール修道会）を母体とする学校法人雙葉学園。

## 概要
1875年（明治8年）、外国人として初めて来日したフランスのサンモール修道会（現：幼きイエス会）シスターにより、築地明石町に「築地語学校」を設立。
1897年（明治30年）、東京の赤坂葵町に語学塾（英語・フランス語・西洋作法・西洋技法）を開き、その町名から「雙葉会」と名付けた（後に「あおい会」となる）。これが現在の雙葉学園の校名の由来である。フタバアオイは2枚の葉をつける。それと同じように、西洋女子と日本女子が手を携えてほしい、との願いが込められている。キリスト教を迫害した徳川氏の紋章でもあり、感慨深いとも書かれている。
1909年（明治42年）、築地明石町に雙葉高等女学校を設立（初代校長はメール・セン・テレーズ）。翌年、メール・セン・テレーズは私財で現在の四谷の土地を購入し移転するとともに雙葉小学校・幼稚園を設立した。
創立以来、カトリックの精神に基づき、自分を含めた一人ひとりを大切にし、個の無限大の可能性を引き出し、人と比べることなく、神より与えられたその人にしか果たせない使命に気づき、その人ならではの人生を歩めるようにする全人教育を行っている。そのため、総じて教員は辛抱強く見守りつつ待つという教育姿勢である。
校訓は、「徳においては純真に 義務においては堅実に」。その主旨は、神と人の前に素直で表裏のないさわやかな品性を備え、やるべきことを誠実にやりぬく強さを持つように。なおこの校訓は国内外の姉妹校ともに共通のものである。
設立の経緯から現在でもフランス語教育は重視され、中学3年で全員がフランス語を週1.5時間学ぶ。高校では、英語またはフランス語を選択履修する（フランス語選択者は例年15人程度）。
幼稚園から40名、小学校から40名、そして中学校から100名が入学し、中高では1学年180名となる。

## 沿革
雙葉中学校・高等学校の設立の源流は、17世紀半ばのフランスに遡る。当時フランス国内は貧富の差が激しく、宗教戦争などで混乱していた。貧しい家庭の子どもたちは社会の誰からも顧みられておらず、教育も受けずに打ち捨てられていた。ミニム会修道士ニコラ・バレ神父はそのことに心を痛め、彼らが神の子の尊厳にふさわしく育つのを助けるため、1662年、無料の小さな学校を始めた。評判を集め、読み書きや手仕事、お祈りなど、塾のような学校があちこちにできたという。さらに能率を上げるため、いくつかをまとめ、役割分担をし、そこで教師として働く修道女（シスター）たちのためのサンモール修道会（1991年に幼きイエス会と名称変更）を2年後に設立した。バレ神父は、後に、「貧しく、うち捨てられた子どもを受ける者は、まさに、イエス・キリストご自身を受けることになる。これこそ、本会の第一の、そして主要な目的である。」と書いた。女教師達が社会の人々の必要に応じてどこにでも出かけて行くことができるようにと、誓いを立てず恒久的な持ち家も持たない、革新的なグループであったという（当時、女子修道院はすべて隠世大修道院であり、誓願を立てた修道女はその敷地の中だけで暮らすことになっていた。）。
1872年（明治5年）、「キリシタン禁制の解かれる希望が見えてきた。今すぐ宣教女に来てほしい」というベルナール・プティジャン司教からの要請に応え、マリー・ラクロ（メール・マチルド）他4名のシスターが修道女としては初めて横浜に来日した。当時横浜には捨て子や孤児が多く、山手居留地58番に外国人子女教育および貧困孤児養育事業を開始。山手居留地83番に「横浜修道院」、また「仁慈堂」（じんじどう）と名付けられた孤児院を開設した。「仁慈堂」は350人もの子供と80人の乳幼児を収容。1875年（明治8年）正式な孤児院として認可、1900年（明治33年）山手88番に一般の子女を対象にした横浜紅蘭女学校開校、現在の横浜雙葉の前身となる。孤児院は1902年普通教育を授ける菫（すみれ）女学校となったが、関東大震災で横浜紅蘭女学校と共に壊滅。菫女学校は東京に移り、太平洋戦争開戦によって歴史を閉じることになる。
東京においては、1875年（明治8年）築地明石町に語学学校を設立、現在の雙葉学園の前身となる。1909年（明治42年）、築地明石町に雙葉高等女学校を設立（初代校長はメール・セン・テレーズ）。翌年、現在の四谷の地に移転するとともに雙葉小学校・幼稚園を設立した。

### 年表
- 1872年（明治05年） - ベルナール・プティジャン司教の招きにより、サンモール修道会（幼きイエス会）の会員5名がフランスより来日、布教と教育慈善活動を横浜で開始
- 1875年（明治08年） - 東京に築地語学校を開校し、教育と共に身寄りの無い老人や孤児の世話などのボランティア活動も開始。この語学校が雙葉学園の前身となった。
- 1909年（明治42年） - 初代校長メール・セン・テレースが私財で現在の地を購入し、ルネサンス建築の優雅な木造2階建ての校舎を建造。雙葉高等女学校創立。
- 1910年（明治43年） - 雙葉女子尋常小学校、同附属幼稚園設立
- 1945年（昭和20年） - 第二次世界大戦の空襲により、全校舎完全焼失。翌年木造の仮校舎完成。
- 1947年（昭和22年） - 学制改革により雙葉中学校設立
- 1948年（昭和23年） - 雙葉高等学校設立
- 1952年（昭和27年） - 本建築により鉄筋4階建て校舎完成
- 1999年（平成11年） - 校舎全面改築に入り、2000年（平成12年）12月に地下1階・地上7階の本校舎と講堂が完成

## アクセス
- 鉄道：中央線・総武線・丸ノ内線・南北線 四ツ谷駅から徒歩2分。

## 制服・校則
- 冬服：セーラー服
- 夏服：セーラー服 - 中高共通で、冬は黒タイツ、他の時期は白ソックスを着用。紺のカーディガン・セーターの着用も可能。また、学年ごとに校内靴の靴紐の色が決められており、中1→赤、中2→ピンク、中3→緑、高1→黄色、高2→水色、高3→紫、となっている。
- 靴は革靴に限る。
- 校内でのスマホの使用や染髪などは禁止されている。

## 施設

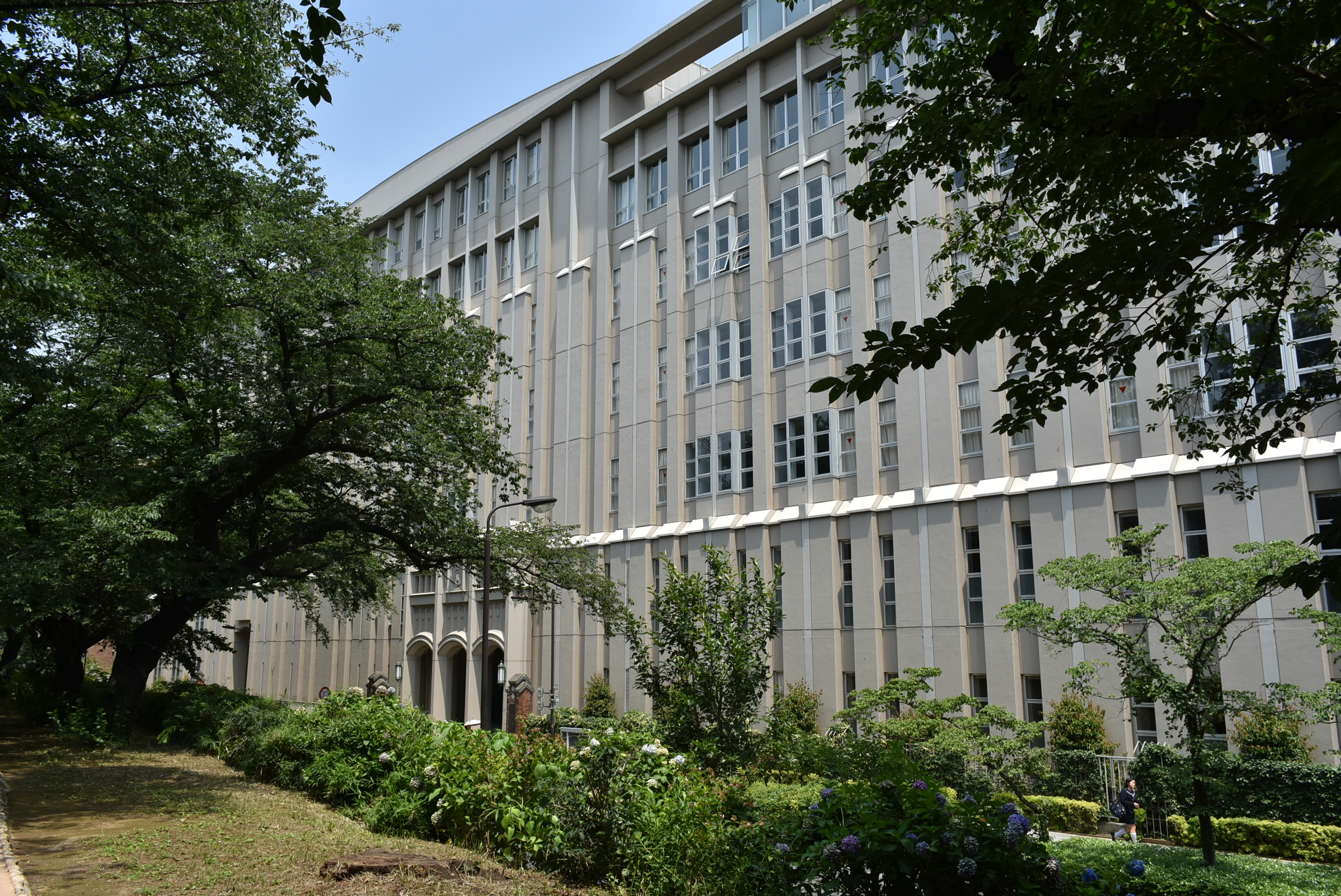
外濠公園から雙葉中学校・高等学校を見る（2018年6月26日撮影）

2000年（平成12年）に新校舎が完成した。プールと食堂はない（条件付きでパン販売がある）。

## 教育・カリキュラム
- 週6日制である。
- 各学年で週1回宗教の時間がある。街頭募金活動や福祉施設との交流を行う。
- 先取り授業が行われており、中3の2学期から高校の課程が入ってくる。
- 文系・理系のコース分けを行わない。

### 語学教育
- 雙葉小学校では英語がカリキュラムに組まれている。週2時間英会話の授業がある。
- 暁星・白百合・雙葉・カリタス・聖ドミニコなどの学校から「フランス語フェスティバル」が毎年開催されている。

## 進路指導
- 「自らの使命は何かと自問自答させ、進路を考えること」、「将来に向けて、自分の希望と能力を生かせる道を、自分自身で決めること」を大切にしている。
- 教育研究者の本間勇人は著作の中で、「（中略）（キリスト系女子校）などは、<<官学の系譜>>とは信仰の問題として対峙する。それゆえ、積極的に東京大学の進学指導は行わない。結果としてどのような大学に進んでも構わないのであるが、大事なことは、世界の痛みを感じつつそれをどのように解決するか、社会の中で自分らしい役割を果たすことなのだ。この点は雙葉（中略）なども同様である」[2]、と分析している。

## クラブ活動
部活動は全生徒必須参加。クラブは、主に班・会・部の3種類に分かれており、原則として活動時間は、班は土曜日の4時限目（学活・HRの無い週）、文化系の部は土曜の4時限目と他日の放課後、運動系の部は土曜4時限目以外、会は土曜の4時限目以外の放課後となっている。

### 文化系
- 生物班
- 化学班
- 理科班
- 天文班
- 料理班
- 美術班
- 書道班
- 手芸班
- 歴史研究班
- 管弦楽同好会
- 百人一首の会
- 点訳の会
- 園芸会
- 数学研究会
- 漫画研究会
- 囲碁同好会
- 創作同好会
- 手話の会
- 笑う会
- 新聞会
- 奇術同好会
- 軽音楽部（中3から入部可能）
- 演劇部
- 英語演劇部
- 音楽部

### 運動系
- 卓球班
- バスケット班
- バレー班
- 陸上同好会
- テニス部会
- ダンス部
- 卓球部
- バスケット部
- バレー部

## その他
全人教育の一環として生徒は積極的に清掃に取り組んでおり、教員も生徒と一緒になって取り組む。

## 著名な出身者
- 初代水谷八重子（女優）
- 正田富美子（正田英三郎の妻、上皇后美智子の母）
- 田中路子（オペラ歌手、女優）
- 田中千代（ファッションデザイナー、田中千代学園創設者）
- 岡崎えん（俳人、銀座の酒場「おかざき」の元女将）
- 2代目水谷八重子（女優）
- 渡辺和子（カトリック修道女、学校法人ノートルダム清心学園理事長）
- かたせ梨乃（女優）
- いとうあさこ（お笑い芸人）
- 真瀬樹里（女優、千葉真一と野際陽子の娘）
- 村松えり（女優）
- KIKI（モデル、女優）
- 鵜飼るみ子（声優）
- 朝倉匠子（美容研究家、タレント、エイジングスペシャリスト）
- 川上弘美（小説家）
- 鈴木美潮（読売新聞文化部記者）
- 南夕花（元女優・タレント、山城新伍と花園ひろみの娘）
- 王理恵（スポーツキャスター、王貞治の娘）
- 石川寛美（声優）
- 折井理子（女優）
- 藤咲理香（モデル、タレント、女優）
- 勝海麻衣（モデル、イラストレーター、元・銭湯絵師見習い）
- 毬谷友子（女優、元宝塚歌劇団雪組娘役）
- 城妃美伶（元宝塚歌劇団花組娘役）
- 大森美紀子（舞台女優）
- 奥井奈緒子（女優、歌手）
- 山田敦子（元NHKアナウンサー）
- 江崎史恵（元NHKアナウンサー）
- 三山賀子（テレビ朝日アナウンサー）
- 高橋真麻（フリーアナウンサー、元フジテレビアナウンサー、高橋英樹と小林亜紀子の娘）
- 戸田山貴美（フリーアナウンサー、元長野放送アナウンサー）
- 森千晴（フリーアナウンサー）
- 山下佳織（NHKアナウンサー、気象予報士、防災士）
- 柳川あかり（東映アニメーション所属のアニメプロデューサー）※小・中のみ卒業
- 友納真緒（チェロ奏者）※中学のみ卒業
- 友納理緒（政治家、弁護士、看護師、保健師）
- 武藤友木子（実業家、元Uber Eats日本代表、マッキンゼー・アンド・カンパニーパートナー）
- 白河桃子（ジャーナリスト、作家、婚活・妊活の提唱者）
- 田中薫子（翻訳家）
- 木幡和枝（芸術評論家、アートプロデューサー、翻訳家、東京藝術大学名誉教授）
- 畔柳和代（アメリカ・英語圏文学者、翻訳家、東京医科歯科大学教授）
- 水田宗子（比較文学者、詩人）
- 小堀馨子（歴史学者、宗教学者）
- 真行寺千佳子（生物学者）
- 鈴木実佳（英文学者）
- 藤原聖子（宗教学者）
- 馬越恵美子（国際経営学者）
- 本郷恵子（歴史学者）
- 横山広美（科学技術社会論研究者）

## 系列校
- 学校法人雙葉学園
  - 雙葉小学校（東京都千代田区）
  - 雙葉小学校附属幼稚園（東京都千代田区）

姉妹校（同じ設立母体による別法人）
- 田園調布雙葉学園
- 横浜雙葉学園
- サンモール・インターナショナル・スクール
- 静岡雙葉学園
- 福岡雙葉学園